# Juan Gich Bech de Careda
Juan Gich Bech de Careda (Agullana (Gerona) 15 de enero de 1925 - Madrid, 6 de enero de 1982) fue un crítico de arte, empresario, político y dirigente deportivo español. Presidió el Comité Olímpico Español de 1970 a 1975.

## Biografía
Aunque nacido en Agullana, en la provincia de Gerona, durante la guerra civil española se trasladó a Alemania con su familia, tras el asesinato de su padre, médico de pueblo, en 1936. Posteriormente regresó a Figueras, donde finalizó el bachillerato; se licenció en Filosofía y Letras por la Universidad de Barcelona y en Ciencias Económicas por la Universidad Complutense de Madrid.
Durante los años 1950 desempeñó diversos cargos en el Ministerio de Educación: ocupó la jefatura del Gabinete Técnico de
la Dirección General de Enseñanza Media (1952) y la Dirección General de Enseñanza Universitaria (1956). Fue, asimismo, subdirector del Colegio Mayor Menéndez Pelayo (1956) y director del Colegio Mayor Nebrija (1957). Fue director de El correo literario, en el Instituto de Cultura Hispánica, y colaboró con la publicación Cuadernos Hispanoamericanos.
Su relación con la gestión deportiva se inició en 1958, cuando abandonó la administración pública y regresó a Barcelona, contratado por Francesc Miró-Sans, presidente del Futbol Club Barcelona, como secretario general del club. Posteriormente, fue gerente de la entidad, además de vocal de la Federación Española de Fútbol y miembro del comité ejecutivo de la Copa de Ferias. Compaginó sus tareas en el FC Barcelona con el puesto de consejero en varias empresas, como el Banco Condal. Además, fue crítico de arte, escribiendo en publicaciones como El Alcázar, Tele/eXpres y La Vanguardia, así como comisario de la Bienal Internacional del deporte en las Bellas Artes.
Dejó el FC Barcelona cuando el 11 de septiembre de 1970 fue nombrado Delegado Nacional de Educación Física y Deportes, máximo cargo directivo del deporte español, en sustitución de Juan Antonio Samaranch. Tres meses más tarde sucedió oficialmente al propio Samaranch al frente del Comité Olímpico Español, al ir ambos cargos ligados de facto. Durante su mandato España consiguió su primera -y hasta la fecha única- medalla de oro en unos Juegos Olímpicos de Invierno, con Francisco Fernández Ochoa en Sapporo 1972. Presidió la Delegación Nacional de Deportes y el COE hasta el 16 de julio de 1975, cuando fue relevado por Tomás Pelayo. Tras su cese, regresó al mundo la banca como presidente del consejo de administración del Banco Peninsular, cargo de desempeñó hasta su muerte en 1982.
Durante la última década de su vida también estuvo vinculado al mundo de la política. Fue Consejero Nacional del Movimiento y procurador en Cortes electivo por la provincia de Gerona, de 1971 a 1976. Ocupó la secretaria de la comisión de Educación y Ciencia de las Cortes Españolas. Posteriormente, en las primeras elecciones generales democráticas de 1977, fue elegido diputado por la Unión de Centro Democrático (UCD) por la provincia de Gerona. Durante su etapa como diputado de la Legislatura Constituyente (1977-1979) fue vocal en las comisiones de Cultura y de Asuntos Exteriores del Congreso. En 1977 fue nombrado presidente del consejo general de Radiotelevisión Española, tras haber sido, anteriormente, vocal de la comisión de programas culturales de Televisión Española (TVE) en 1967 y miembro de la gerencia de prensa y radio del Movimiento desde 1969.
Falleció el 5 de enero de 1982, a punto de cumplir los 57 años, víctima de un coma diabético.

## Reconocimientos
A lo largo de su vida recibió múltiples condecoraciones, entre las que destacan:
- Gran cruz de la Orden de Alfonso X el Sabio
- Comendador de la Orden de Isabel la Católica
- Medalla de plata al Mérito Deportivo
- Gran cruz del Mérito Agrícola
- Gran Cruz del Mérito Aeronáutico
- Orden de Mayo (Argentina)